# リン・マクアット
リン・エリザベス・マクアット（Lynne Elizabeth Maquat, 1952年 - ）はアメリカ合衆国の生化学者。ロチェスター大学教授、同RNA生物学研究所所長。ナンセンス変異依存mRNA分解機構（NMD）の発見で知られる。
1974年コネチカット大学卒業後、ウィスコンシン大学マディソン校から生化学のPh.D.を取得した。

## 受賞歴
- 2015年 - ガードナー国際賞
- 2018年 - ワイリー賞
- 2021年 - ウルフ賞医学部門、ウォーレン・アルパート財団賞
- 2023年 - グルーバー賞遺伝学部門
- 2024年 - オールバニ・メディカルセンター賞、国際ポール・ヤンセン生物医学研究賞

## 参照
- Lynne Elizabeth Maquat, Ph.D.  University of Rochester
- Lynne E. Maquat National Academy of Sciences